# Olaf Rude
Olaf Rude, född 26 april 1886 i Rakvere, Estland, död 17 juni 1957 i Frederiksberg, var en dansk målare, tecknare, grafiker och konstpedagog.

## Biografi
Rude flyttade som barn med sin familj till Frejlev på Lolland. År 1905 studerade han på Köpenhamns Tekniska Skola och senare vid Kunstnernes Frie Studieskoler där han undervisades av Zahrtmann och Johan Rohde. År 1911 reste han till Paris där han inspirerades speciellt av Paul Cézanne. Då han återvänt till Danmark, blev han en av de klassiska modernisterna som vid tiden för första världskriget fokuserade på formell återgivning koncentrerad på form, linje och färg.
År 1915 var han en av grundarna av gruppen Grønningen sedan hans verk avvisats av Den Frie Udstilling (= Den fria utställningen). Tillsammans med Fritz Syberg, John Larsen, Peter Hansen och Karl Schou bröt han sig loss från Den Frie Udstilling och bildade en ny konstförening uppkallad som Grønningen efter gatan i Köpenhamn. Hans verk ställdes ut på Grønningen första gången 1915. Efter hans kubistiska period (1918-1920) blev hans stil mer färgglad. År 1919 flyttade han till Bornholm, där han specialiserade sig på landskapsmåleri och blev den främste företrädaren för den så kallade Bornholmsskolan. Han är särskilt känd för sina målningar av ekträd vid Skejten, där han tillbringade sin uppväxttid på Lolland, ett motiv som han arbetade med hela livet, och finns som utsmyckning i Folketingssalen på Christiansborg. Rude verkade som professor vid Det Kongelige Danske Kunstakademi 1953-1956. 
Rude är representerad vid bland annat Statens Museum for Kunst, Bornholms Kunstmuseum,
KUNSTEN Museum of Modern Art Aalborg, Fuglsang Kunstmuseum, Randers Kunstmuseum, Moderna museet, Göteborgs konstmuseum, Malmö konstmuseum, Helsingborgs museum, Trondheim kunstmuseum.

## Hedersbetygelser
Rude blev Riddare av Dannebrog 1936, Dannebrogsmand 1947 och Kommendør 1953. År 1941 tilldelades han Thorvaldsenmedaljen och 1924 fick han Eckersbergmedaljen.